# La Porte des mondes (Robert Silverberg)
The Gate of Worlds
Pour les articles homonymes, voir La Porte des mondes.
La Porte des mondes (titre original en anglais : The Gate of Worlds) est un roman uchronique de Robert Silverberg.  Il est publié pour la première fois en 1967 aux États-Unis par Holt, Rinehart & Winston en 1967.  La première édition à couverture cartonnée du Royaume-Uni a été publiée par Gollancz en 1978. 

## Résumé de l'intrigue
La peste noire a tué les trois quarts de la population européenne, retardant ainsi le progrès et, finalement, la révolution industrielle. La majeure partie de l'Europe centrale a été conquise par l'empire ottoman, qui l'a occupée jusqu'au XXe siècle, ne lui laissant aucune possibilité de coloniser une grande partie du monde non européen. Constantinople est conquise en 1420, les Ottomans s'installent à Vienne en 1440 et s'emparent de Paris en 1460, avant d'envahir les îles Britanniques en 1490. 
La virulence extrême de la peste noire en Europe a permis l'émergence de puissances non européennes. Ce sont notamment les Aztèques et les Incas d'Amérique centrale et du Sud, les Européens n'ayant « découvert » le continent américain qu'en 1585 et par erreur, lors d'une expédition portugaise. En Asie de l'Est, la Russie et le Japon sont désormais les principales puissances. En revanche, la Turquie a connu une période d'instabilité qui lui a coûté le contrôle de l'Angleterre, dont elle est expulsée au début du XXe siècle par la nouvelle dynastie royale inaugurée par Jacques le Vaillant. 
Les ancêtres de William Shakespeare ont survécu à l’épidémie, mais Shakespeare a écrit ses histoires, tragédies et comédies en langue turque, sous l'Empire ottoman représenté par les nouveaux maîtres musulmans de l'Angleterre. 
Le narrateur et protagoniste est Dan Beauchamp, âgé de 18 ans, qui a quitté l'Angleterre appauvrie en 1967 pour chercher fortune dans l'empire aztèque. Il est accompagné du philosophe aztèque Quequex.

## Suite
En 1991, Silverberg a publié une suite thématique de La porte des mondes, intitulée Au-delà de la porte des mondes. Elle consiste en trois nouvelles qui se déroulent dans le même univers fictif, explorant les relations internationales de ce monde multipolaire non occidental. Silverberg lui-même a écrit le récit principal, Lion Time in Timbuctoo (L'Heure du lion à Tombouctou) tandis que John Brunner et Chelsea Quinn Yarbro ont contribué à d'autres histoires secondaires.

## Œuvres similaires
Dans la même veine thématique, car se déroulant aussi dans une ligne de temps divergente née du contexte d'une peste noire plus virulente au XIVe siècle, le roman de Kim Stanley Robinson publié en 2002, Chroniques des années noires, utilise un dispositif littéraire similaire pour s'intéresser à  l'impact sur l'histoire globale d'une Europe moins dominante.  Cependant, dans la chronologie post-pandémique de Robinson, l'Europe n'a jamais surmonté sa population décimée lors de l'épidémie, et l'Empire moghol conserve son ascendant en Inde, tout comme les empires de la Chine, de la Perse et des Ottomans, la confédération des Iroquois d'Amérique du Nord, les empires aztèque et inca et d'autres habitants de ce monde multipolaire. À l'instar de l'histoire alternative de Silverberg, la civilisation musulmane décline aux XIXe et XXe  siècles, menant aux triomphes de la Chine et de l'Inde au cours d'une guerre mondiale qui s'éternise durant des décennies au XXe siècle. Contrairement au monde de Silverberg, les progrès technologiques sont comparables à ceux du calendrier réel, en raison de la longue guerre mondiale multipolaire. Au début du XXIe siècle, le monde de Robinson dispose d'avions, de technologies de l'information et d'un accès potentiel aux armes nucléaires. 
Un autre roman utilisant un thème similaire est In High Places de Harry Turtledove publié en 2006. Dans cette uchronie, l'impact de la peste noire est intermédiaire entre ceux envisagés par Silverberg et Robinson. Dans cette représentation, l'Europe chrétienne est affaiblie par la peste, permettant aux musulmans de conquérir l'Espagne, l'Italie et le sud de la France - mais ils sont ensuite bloqués par la résistance des dernières puissances chrétiennes, enhardies par une nouvelle forme de christianisme militant centré sur Henri « Le second fils de Dieu ».  Comme dans le livre de Silverberg, l'Angleterre dans cette chronologie alternative est un endroit reculé qui n'a jamais beaucoup compté, et il n'y a pas eu de vague d'expansion et de colonisation européennes outre-mer. Cependant, au Vingtième siècle, chrétiens et musulmans ont fini par atteindre l'Amérique et sont occupés à la coloniser, en conflit à la fois avec les natifs et entre eux.